# Christoph Friedrich Otto
Christoph Friedrich Otto (Schneeberg, (Erzgebirge); 4 de diciembre de 1783- Berlín, 7 de diciembre de 1856) fue un jardinero y botánico alemán.
De 1805 a 1843, es inspector en el Jardín Botánico de Berlín. Con Albert Gottfried Dietrich (1795-1856), dirigen la publicación Allgemeinen Gartenzeitung.

## Algunas publicaciones
- 1819-1830 : con Friedrich Guimpel (1774-1839) & Friedrich Gottlob Hayne (1763-1832), Abbildung der fremden in Deutschland ausdauernden Holzarten
- 1820-1828 : con Heinrich Friedrich Link (1767-1851), Abbildungen auserlesener Gewächse des königlichen botanischen Gartens
- 1828-1831 : con H.F. Link, Abbildungen neuer und seltener Gewächse… o Icones Plantarum Rariorum Horti Regii Botanici Berolinensis
- 1838-1850 : con Ludwig Karl Georg Pfeiffer (1805-1877), Abbildung und Beschreibung blühender Cacteen
- 1840-1844 : con H.F. Link, Abbildungen seltener Pflanzen des Königlichen botanischen Gartens…

## Honores

### Epónimos
El género botánico Ottoa le fue dedicado por Karl Sigismund Kunth (1788-1850).

## Fuente
- Traducción del art. de lengua alemana y francesa de Wikipedia (versión del 24 de mayo de 2007).

- La abreviatura «Otto» se emplea para indicar a Christoph Friedrich Otto como autoridad en la descripción y clasificación científica de los vegetales.[1]